# Grobowiec książęcy w Leubingen

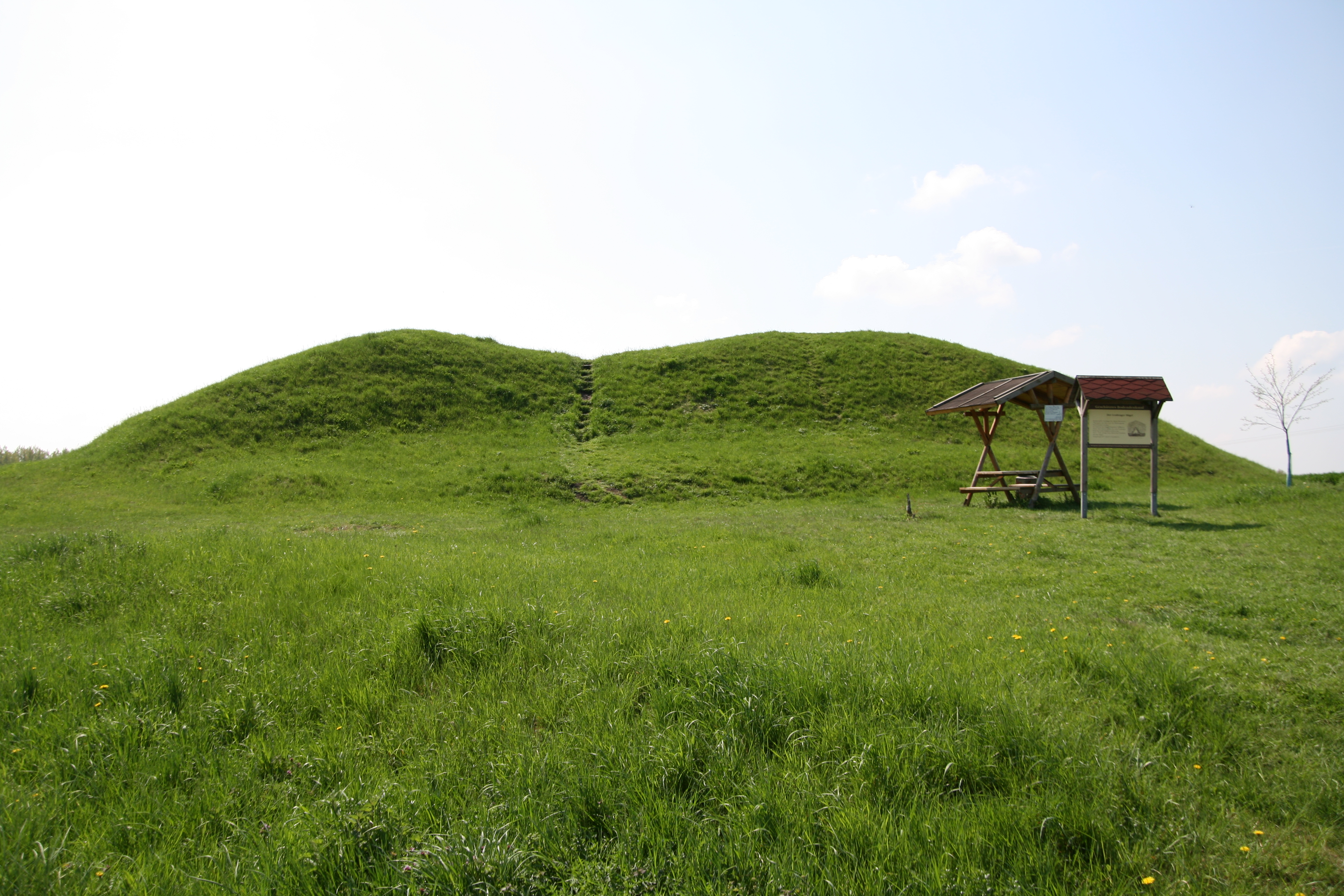
Widok na kurhan

Grobowiec książęcy w Leubingen – monumentalny kurhan kultury unietyckiej, zlokalizowany w miejscowości Leubingen w niemieckiej Turyngii, na północ od Erfurtu. Zawiera pochówek tzw. książęcy, datowany na ok. 1900 p.n.e.
Kurhan ma średnicę 34 m i wysokość 8 m. W jego wnętrzu znajduje się kamienny nasyp, skrywający dwuspadową komorę grobową o konstrukcji krokwiowej, wykonaną z belek dębowych nakrytych warstwą trzciny związanej zaprawą wapienną. Podłoga komory została wybrukowana i wyłożona deskami nakrytymi matami trzcinowymi. W trakcie przeprowadzonych w 1877 roku prac archeologicznych odkryty został pochówek szkieletowy starszego mężczyzny ułożonego w pozycji wyprostowanej z głową na południe, na którym ułożono poprzecznie zorientowany głową na wschód szkielet dziecka, prawdopodobnie dziewczynki. Przy prawym ramieniu mężczyzny złożone zostały przedmioty wykonane ze złota: 2 szpile do płaszcza, 2 pierścienie, skręt spiralny i bransoleta. Poniżej nich, przy nogach, znajdowały się natomiast wykonane z brązu 2 siekierki, 3 dłuta i 4 sztylety, a także topór z serpentynitu. W narożniku komory grobowej ustawione zostało naczynie otoczone kamiennym murkiem.

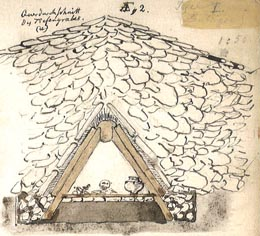
Lokalizacja komory grobowej pod nasypem
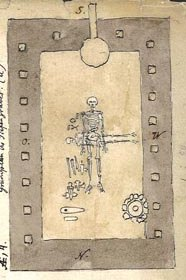
Plan komory grobowej
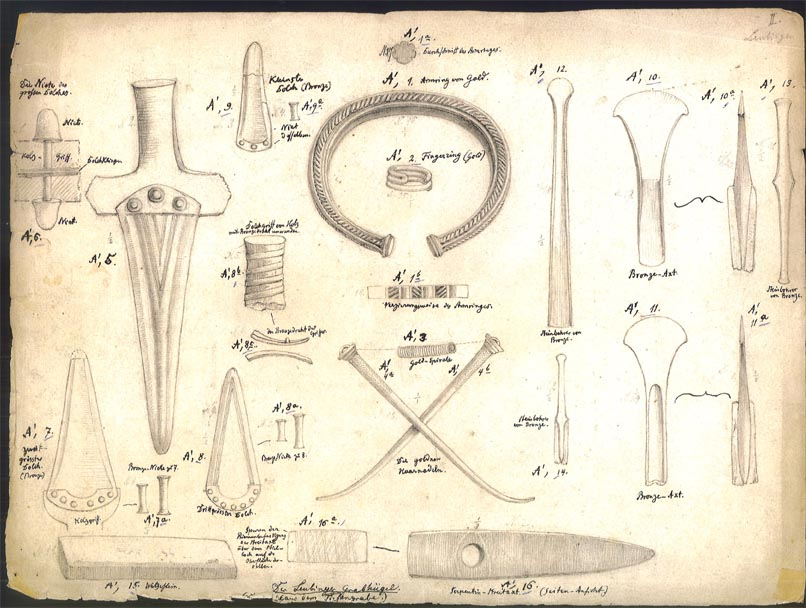
Znaleziska z kurhanu